# Эрнст III (герцог Брауншвейг-Грубенгагена)
Эрнст III (IV) Брауншвейг-Грубенгаген-Герцбергский (нем. Ernst III. (IV.) von Braunschweig-Grubenhagen-Herzberg; 17 декабря 1518, Остероде-ам-Харц, Нижняя Саксония — 2 апреля 1567, Герцбергский замок) — герцог Брауншвейг-Грубенгагена из династии Вельфов.

## Биография
Эрнст — старший сын герцога Филиппа I Брауншвейг-Грубенгагенского (1476—1551) и его второй супруги Екатерины Мансфельд-Фордерортской (1501—1535), старшей дочери графа Эрнста II и его первой супруги Барбары Кверфуртской. В Шмалькальденскую войну Эрнст вместе с отцом и братьями принимал участие в военном походе 1546 года в Южную Германию, закончившемся поражением под Ингольштадтом.
Герцогу Эрнсту III наследовал младший брат Вольфганг, который умер в 1595 году, не оставив наследника мужского пола. Вольфгангу наследовал брат Филипп II, со смертью которого грубенгагенская линия Вельфов прекратила существование.

## Семья
9 октября 1547 года герцог Эрнст женился в Вольгасте на Маргарите Померанской (1518—1569), старшей дочери герцога Георга I и его первой супруги Амалии Пфальцской. Из детей, родившихся в этом браке, выжила только одна дочь:
- Елизавета (1550—1586), супруга герцога Иоганна II Шлезвиг-Гольштейн-Зондербургского (1545—1622), мать 14 детей.